# Xiaomi 12S
Xiaomi 12S — флагманська лінійка смартфонів, що розроблена компанією Xiaomi. Xiaomi 12S, Xiaomi 12S Pro та Xiaomi 12S Ultra були представлені 4 липня 2022 року разом із Xiaomi 12 Pro Dimensity виключно для ринку Китаю. Це перші смартфони Xiaomi, в камерах яких використовується оптика Leica. 
Основними відмінностями Xiaomi 12S та Xiaomi 12S Pro від Xiaomi 12 та Xiaomi 12 Pro стали наявність білого варіанту кольору, процесор із більш розігнаними ядрами та оптика Leica.

## Історія
У 2022 році Leica уклала стратегічне партнерство з Xiaomi для спільної розробки камер Leica і використання їх у майбутніх флагманських Android-смартфонах Xiaomi, подібно до їхнього партнерства з Huawei.
Першим смартфоном, розробленим в співпраці з Leica мав стати Xiaomi 12 Ultra, який, за словами CEO Xiaomi Лей Цзюня, мав би вийти в березні-квітні 2022 року, на що також натякає модельний номер 2203121C, але цю подію було скасовано. Натомість, пристрій відправили на допрацювання, встановивши Qualcomm Snapdragon 8+ Gen 1 замість Snapdragon 8 Gen 1 і перейменувавши на Xiaomi 12S Ultra, аби відповідати лінійці Xiaomi 12S.
Остаточно лінійка Xiaomi 12S була представлена 4 липня 2022 року.

## Дизайн

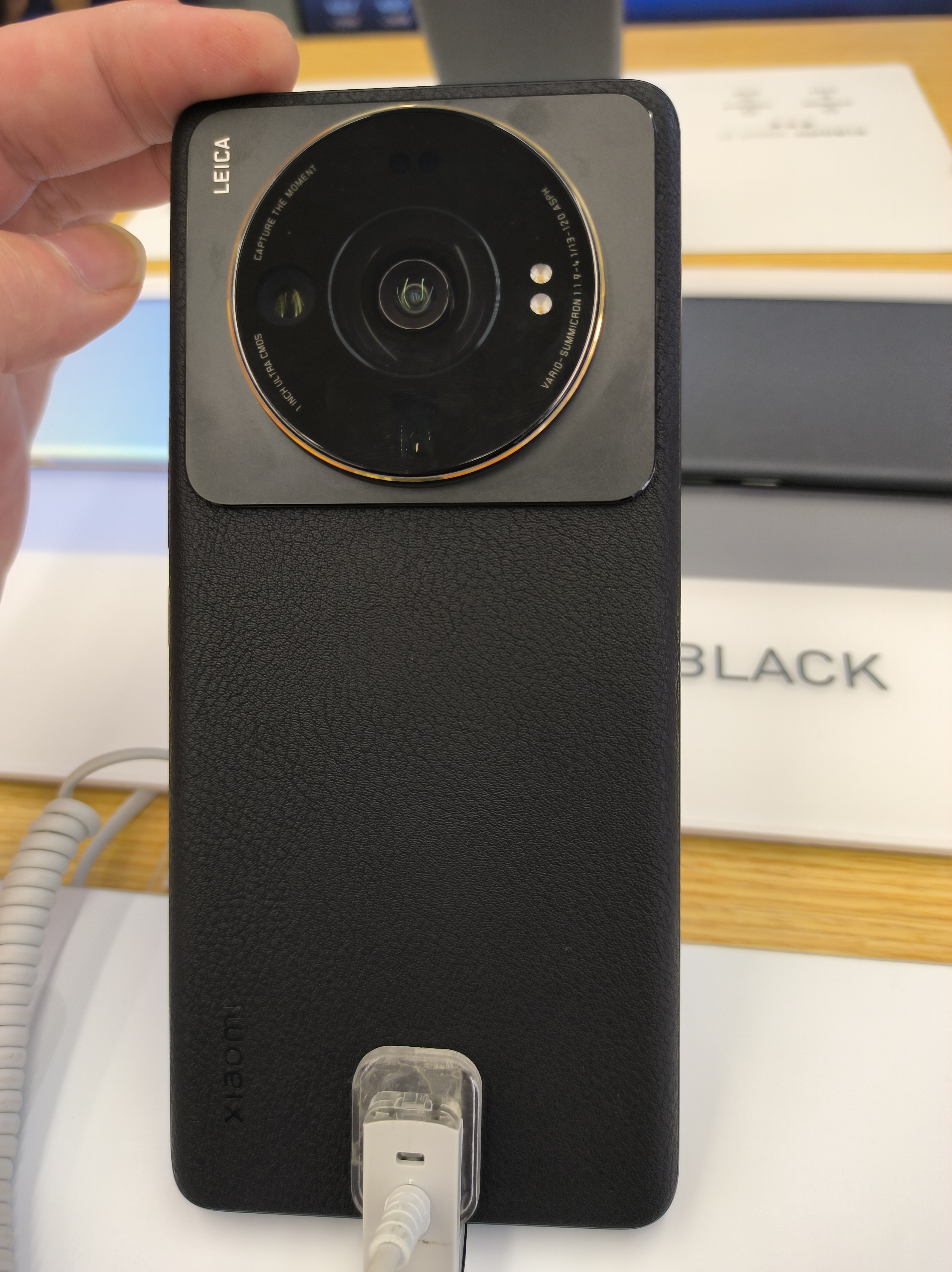
Задня частина Xiaomi 12S Ultra в кольорі Classic Black

Екран, загнутий по краям, виконаний зі скла Corning Gorilla Glass Victus. Задня панель виконана зі скла або із штучної шкіри у зеленому кольорі в Xiaomi 12S та 12S Pro та тільки із штучної шкіри в Xiaomi 12S Ultra. Торці виконані з алюмінію. Також Xiaomi 12S Ultra має захист від вологи та пилу по стандарту IP68.
З дизайном Xiaomi 12S та Xiaomi 12S Pro відрізняються від Xiaomi 12 та Xiaomi 12 Pro тільки присутністю логотипу Leica на блоці камери під LED спалахом.
Знизу розміщені роз'єм USB-C, динамік, мікрофон та слот під 2 SIM-картки. Зверху розташовані другий динамік, другий мікрофон та ІЧ-порт. З правого боку розміщені кнопки регулювання гучності та кнопка блокування смартфона.
Xiaomi 12S та Xiaomi 12S Pro продвалися в 5 кольорах: чорному, блакитному, фіолетовому, зеленому та білому.
Xiaomi 12S Ultra продавався в кольорах Fir Green (зелений) та Classic Black (чорний).
| Xiaomi 12S/12S Pro | Xiaomi 12S/12S Pro | Xiaomi 12S Ultra | Xiaomi 12S Ultra |
| Колір              | Назва              | Колір            | Назва            |
| ------------------ | ------------------ | ---------------- | ---------------- |
|                    | Чорний             |                  | Classic Black    |
|                    | Блакитний          |                  | Fir Green        |
|                    | Фіолетовий         |                  |                  |
|                    | Зелений            |                  |                  |
|                    | Білий              |                  |                  |

## Технічні характеристики

### Апаратне забезпечення

#### Платформа
Смартфони отримали процесор Qualcomm Snapdragon 8+ Gen 1 та графічний процесор Adreno 730.

#### Батарея
Xiaomi 12S отримав батарею ємністю 4500 мА·год, 12S Pro — 4600 мА·год, а 12S Ultra — 4860 мА·год.
Xiaomi 12S та 12S Ultra отримали підтримку швидкої зарядки потужністю 67 Вт, а Xiaomi 12S Pro — 120 Вт. Також всі мають підтримку швидкої 50-ватної бездротової зарядки та зворотної бездротової зарядки потужністю 10 Вт.

#### Камера
Xiaomi 12S отримав основну потрійну камеру 50 Мп, f/1.9 (ширококутний) з фазовим автофокусом Dual Pixel та оптичною стабілізацією зображення + 13 Мп, f/2.4 (надширококутний) з кутом огляду 123° + 5 Мп, f/2.4 (телефото макро) з автофокусом.
Xiaomi 12S Pro отримав основну потрійну камеру 50 Мп, f/1.9 (ширококутний) з фазовим автофокусом Dual Pixel та оптичною стабілізацією зображення + 50 Мп, f/1.9 (телеоб'єктив) з 2x оптичним зумом та фазовим автофокусом + 50 Мп, f/2.2 (надширококутний) з кутом огляду 115°.
Xiaomi 12S Ultra став першим смартфоном з 1-дюймовим сенсором основної камери Sony IMX989 на 50.3 Мп, світлосилою f/1.9, фокусною відстанню 23 мм (ширококутний), фазовим автофокусом Dual Pixel та оптичною стабілізацією зображення. Також пристрій, як і Mi 11 Ultra, отримав перископічний телеоб'єктив 48 Мп, f/4.1 з 5x оптичним зумом, фазовим автофокусом та оптичною стабілізацією, надширококутний об'єктив 48 Мп, f/2.2 з кутом огляду 128° та фазовим автофокусом Dual Pixel і TOF 3D сенсор для вимірювання глибини.
В усіх смартфонах оптика і система камер була розроблена в співпраці з Leica. Основна камера має можливість запису відео до 8K@24fps.
Xiaomi 12S та 12S Pro отримали фронтальну камеру 32 Мп, f/2.5 (ширококутний) із можливістю запису відео до 1080p@60fps, а Xiaomi 12S Ultra — 32 Мп, f/2.4 (ширококутний) із можливістю запису відео до 1080p@30fps

#### Екран
Xiaomi 12S отримав екран OLED, 6.28", FullHD+ (2400 × 1080) зі щільністю пікселів 419 ppi та співвідношенням сторін 20:9.
Xiaomi 12S Pro та Xiaomi 12S Ultra отримали екран LTPO AMOLED, 6.73", WQHD+ (3200 × 1440) зі щільністю пікселів 521 ppi та співвідношенням сторін 20:9.
Також всі моделі отримали частоту оновлення дисплею 120 Гц, підтримку технологій HDR10+, Dolby Vision, круглий виріз під фронтальну камеру, розміщений по середині, та вбудований під дисплей оптичний сканер відбитків пальців. Крім цього завдяки технології дисплею LTPO моделі Pro та Ultra можуть змінювати частоту оновлення від 1 до 120 Гц, що зменшує енергоспоживання.

#### Звук
Xiaomi 12S отримав стереодинаміки. Динаміки розташовані на верхньому та нижньому торцях. У Xiaomi 12S Pro та 12S Ultra встановлено 4 динаміки, розташовані по двоє на кожному торці. Динаміки всіх моделей розроблені в співпраці з Harman Kardon.

#### Пам'ять
Xiaomi 12S та 12S Pro продавалися в комплектаціях 8/128, 8/256, 12/256 та 12/512 ГБ.
Xiaomi 12S Ultra продавався в комплектаціях 8/256, 12/256 та 12/512 ГБ.
У всіх моделей використовується сховище типу UFS 3.1 та оперативна пам'ять типу LPDDR5.

### Програмне забезпечення
Смартфони були випущені з MIUI 13 на базі Android 12. Були оновлені до HyperOS 1 на базі Android 14. Особливістю програмного забезпечення став спеціальний застосунок камери для моделей Xiaomi з оптикою Leica, який має червоний акцент інтерфейсу та фірмові для Leica фільтри.

## Xiaomi 12S Ultra Concept
В листопаді 2022 року Xiaomi продемонструвала Xiaomi 12S Ultra Concept. За виглядом він майже не відрізняється від звичайного Xiaomi 12S Ultra, але блок камери тепер захищений сапфіровим склом, надширококутний модуль перемістили на місце перископічного телеоб'єктиву а посередині розташований ще один 50.3 Мп 1-дюймовий сенсор, що пристосований для роботи з об'єктивами Leica серії M. Аби прикріпити об'єктив, потрібно відкрутити захисне кільце, а потім за допомогою адаптера встановити будь-який об’єктив Leica M.